# Junko Hori
Junko Hori (堀 絢子, Hori Junko), née le 2 février 1935 à Tokyo au Japon et morte le 18 novembre 2024, est une actrice et doubleuse japonaise. Elle a doublé plusieurs personnages dont Jerry dans Tom & Jerry et Bart Simpson.

## Rôles notables

### Anime
- Super Mario Bros. : Peach-Hime Kyushutsu Dai Sakusen! : Jugem (Lakitu) et Mlle Mille sans fin
- Night on the Galactic Railroad : Zanelli
- 1968 : Horus, prince du Soleil (太陽の王子 ホルスの大冒険, Taiyō no ōji : Horus no daibōken?) d'Isao Takahata : Potom/ Flip
- Ninja Hattori-kun Series : Kanzō Hattori
- Makoto-chan : Monta
- Unico : Akuma-kun

### Jeux vidéo
- Ganbare Goemon series : Sasuke
- GeGeGe no Kitaro : Sunakake Babaa

### Dessin animés
- Tom and Jerry : Jerry
- Little Lulu : Annie
- The Simpsons : Bart Simpson
- Codename: Kids Next Door : Leona
- Woody Woodpecker : Woody Woodpecker DVD editions

### Séries télévisées
- Diff'rent Strokes : Arnold
- Supercar : Jimmy Gibson
- Everybody Loves Raymond : Marie Barone
- KCDA : Tim Lunn

### Films
- Kaiju Booska : Chamegon
- Ganbare! Robokon : Robomero
- Vendredi 13 : A New Beginning : Reggie
- Jeu d'enfant : Good Guy poupée

### Séries animées
- Akage no An : Josie Pye
- Ashita no Joe 2 : Kinoko (champignon)
- Atashin'chi : Old Lady tortue
- Oishinbo : Tamayo Kurita
- Kaibutsu-kun (1980) : infirmière Griffe
- Kaze no Shōjo Emily : la grand-mère de Tom
- Kyojin no Hoshi : Saburo
- Crayon Shin-chan : Sakurako
- Game Center Arashi : Tongarashi Ishino
- Gokudo : Voyance Baa-san
- Nouveau Obake no Q-Tarō : Q-Taro
- Gundam Wing : Long Shirin
- Cendrillon Boy : Dorothy Ozu
- Chimpui : Chimpui
- Tokyo Mew Mew : la nourrice de la Monnaie
- Dokonjō Gaeru : Shinpachi Goto
- Nouveau Dokonjō Gaeru : Goro
- Doraemon :
- NTV Version : Gachako
- TV Asahi Version : grand-mère de Suneo
- Ninja Hattori-kun : Kanzō Hattori
- Himitsu no Akko-chan (1969) : Ganmo
- Parasol Henbē : Maruko
- Pink Lady Monogatari : Eikou no Tenshi-tachi : Keiko Masuda / Kei
- Mach Go-Go-Go (Speed Racer) : Kurio Mifune
- Mama wa Shogaku 4 Nensei : Ogin
- Moomin (1969, 1972) : Mii
- Taiyô no ko Esteban (1982) : Tao ; diffusion originale en 1982